# Peter Thaddäus Keßler

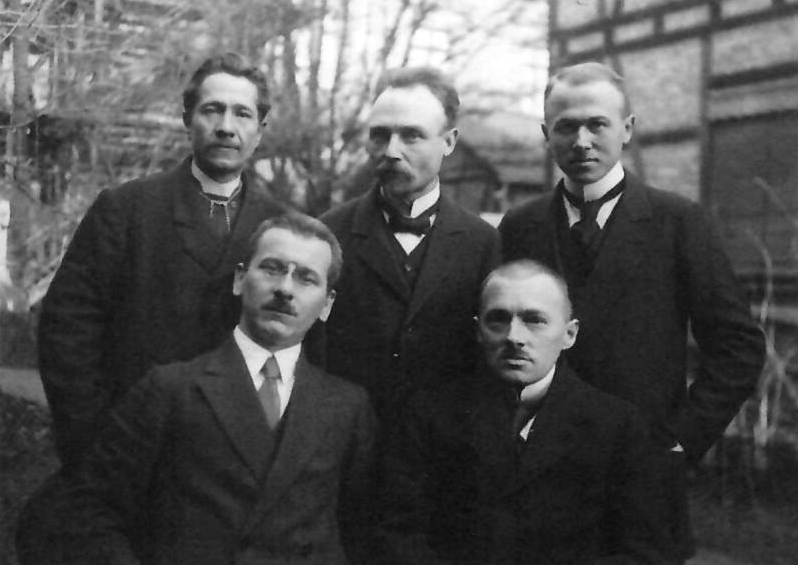
Peter Thaddäus Keßler (hinten links) mit Kollegen (unter anderem Gustav Behrens (vorne rechts) und Friedrich Behn (vorne links)). Aufnahme von 1918

Peter Thaddäus Keßler (* 5. April 1869 in Mainz; † 25. Oktober 1957 ebendort) war ein deutscher Zeichner, Archäologe und erst Kustos, später kommissarischer Direktor des Altertumsmuseum und der Gemäldegalerie der Stadt Mainz.

## Familie
Peter Thaddäus Keßler wurde 1869 in Mainz geboren. Seine Eltern waren der Lehrer Johann III. Keßler und Elisabetha Keßler, geborene Kapp. Er wuchs in der Mainzer Altstadt in einer kinderreichen Familie mit vier Brüdern und drei Schwestern auf; ein Bruder und eine Schwester verstarben allerdings früh.  Im Jahr 1900 heiratete er in Mainz Karolina Georgina Schönberger. Ihr gemeinsamer Sohn Johannes Herwart Bodo wurde im selben Jahr geboren. Peter Thaddäus Keßler überlebte seine Frau (gestorben 1953) und seinen Sohn (gestorben 1954) und starb 1957 mit 88 Jahren als Beamter im Ruhestand in der Mainzer Neustadt.

## Beruflicher Werdegang
Peter Thaddäus Keßler erlernte den Beruf des Zeichners. 1897 kam er erstmals mit seinem späteren Arbeitsgebiet in Kontakt. Von diesem Jahr bis 1912 war er als „Hilfs-Konservator“ für den zweiten Direktor und Konservator des Altertumsmuseums und der Gemäldegalerie in Mainz, Ludwig Lindenschmit der Jüngere, tätig. Sein Arbeitsgebiet war zu Anfang seiner Tätigkeit neben der Unterstützung Lindenschmits vor allem die Anfertigung von Zeichnungen zu den Publikationen des Altertumsmuseums. 1912 wurde er zum Kustos des Museums ernannt und übernahm auch eigenständige Ausgrabungen. Bis 1937, dem Jahr seiner Pensionierung, war er in dieser Position tätig. Während dieser 25 Jahre leitete er, obwohl er nie studiert oder promoviert hatte, selbst Ausgrabungen in der Umgebung, verfasste wissenschaftliche Aufsätze über neue Funde, zeichnete und schrieb für den Mainzer Altertumsverein und war Mitautor der Jahresberichte des Altertumsmuseums. 1937 ging Keßler als langjähriger Kustos des Altertumsmuseums in den Ruhestand.
Anfang 1939 wurde er, nach dem Ausscheiden des vorherigen Direktors Heinz Biehn zum Ende des Jahres 1938, aus dem Ruhestand zurückberufen. Man übertrug ihm, formal immer noch als Kustos, die kommissarische Leitung von Altertumsmuseum und Gemäldegalerie. Diese Position hatte er bis Anfang Mai 1944 inne. Allerdings erkrankte er in den letzten beiden Jahren seiner Amtszeit als kommissarischer Direktor und wurde ab 1942 durch den von der Stadtverwaltung Mainz zu den Museen abgeordneten Wilhelm Haenlein vertreten. Mit Zunahme der alliierten Luftangriffe auf Mainz ab August 1942 musste sich Keßler verstärkt um Sicherung und Auslagerung der Museumsbestände kümmern, wobei er von Wilhelm Haenlein unterstützt wurde. Seine Amtszeit als kommissarischer Leiter des Altertumsmuseums und der Gemäldegalerie endete am 4. Mai 1944 mit seiner endgültigen Verabschiedung in den Ruhestand. In seine Amtszeit fielen die ersten schweren Bombenangriffe auf Mainz in den Nächten vom 11. zum 12. und vom 12. zum 13. August 1942. Hierbei wurden auch Museumsgebäude, der Kurfürstliche Marstall und das Kurfürstliche Schloss getroffen. Dabei wurden zahlreiche Objekte der jeweils dort lagernden oder ausgestellten Sammlungen sowie Dokumente der Museen zerstört.

## Übernahme von beschlagnahmtem jüdischem Kulturgut als Direktor 1941 bis 1943
Zwischen 1941 und 1943 erhielt das Museum unter Keßlers Leitung mehrere Überweisungen durch das Finanzamt Mainz-Stadt. Es handelte sich hierbei vorwiegend um Grafiken, Bücher und Fotografien sowie ein Klavier. Diese Gegenstände befanden sich vorher im Besitz jüdischer Familien (Arisierung). Diese Überweisungen gingen wahrscheinlich auf direkte Absprachen zwischen Keßler und dem Mainzer Finanzamt zurück. In der zweiten Hälfte des Jahres 1943, also ebenfalls unter Keßlers nomineller Leitung des Museums, wurden Gemälde, Grafiken, Möbel sowie Kunsthandwerk aus dem vormaligen Besitz jüdischer Familien an die Gemäldegalerie Mainz und das Altertumsmuseum überwiesen. Diesmal wurde die Überweisung von dem Oberfinanzpräsidenten Hessen in Darmstadt vorgenommen. Der stellvertretende Museumsleiter Wilhelm Haenlein stand hierzu in Kontakt mit Heinz Merten, zu dieser Zeit Bevollmächtigter der Reichskammer der bildenden Künste für den Oberfinanzpräsidenten Hessen. Keßler begleite im Sommer 1943 nachweislich Willhelm Haenlein in das Hessische Landesmuseum Darmstadt, wo man gemeinsam die von dem Oberfinanzpräsident Hessen beschlagnahmten Kunstgegenstände begutachtete.

## Mitgliedschaften
Peter Thaddäus Keßler war seit 1906 Mitglied des Mainzer Altertumsvereins. 1923 wurde er zum korrespondierenden Mitglied des Deutschen Archäologischen Instituts gewählt. Zum 1. Mai 1933 trat er der NSDAP bei (Mitgliedsnummer 2.019.451), deren Mitglied er bis 1945 war.
Sein wissenschaftlicher Nachlass befindet sich heute im Leibniz-Zentrum für Archäologie in Mainz, seine Korrespondenz mit der Römisch-Germanischen Kommission des Deutschen Archäologischen Instituts im Institutsarchiv in Frankfurt am Main.

## Publikationen (Auswahl)
- Eine Gruftbestattung aus römischer Zeit in Mainz. In: Germania. Band 9, 1925, S. 130–133 (Digitalisat).
- Ein neugefundener Latène-Helm. In: Germania. Band 12, 1928, S. 161–163 (Digitalisat).
- Bronzegefäße aus einem Spätlatène-Grab bei Wallertheim, Rheinhessen. In: Germania. Band 14, 1930, S. 28–30 (Digitalisat).
- Zwei neue Depotfunde der Bandkeramik von Gau-Algesheim. In: Germania. Band 15, 1931, S. 51–52 (Digitalisat).
- Zwei Mittellatènegräber mit Brandbestattung von Nieder-Olm (Rheinhessen). In: Germania. Band 15, 1931, S. 148–149 (Digitalisat)
- mit August Oxé: Römisches Skelettgrab mit Spruchbecher aus Weinsheim, Kreis Worms. In: Germania, 16, 1932, S. 45–52 (Digitalisat).
- Vom Tierornament zum geometrischen Ornament. Eine Beobachtung an durchbrochen gearbeiteten Zierscheiben der Völkerwanderungszeit. In: Festschrift für August Oxé zum 75. Geburtstag 23. Juli 1938. Wittich, Darmstadt 1938, S. 255–259.
- Merowingisches Fürstengrab von Planig in Rheinhessen. In: Mainzer Zeitschrift. Band 35, 1940, S. 1–12.